# Oscar White Muscarella

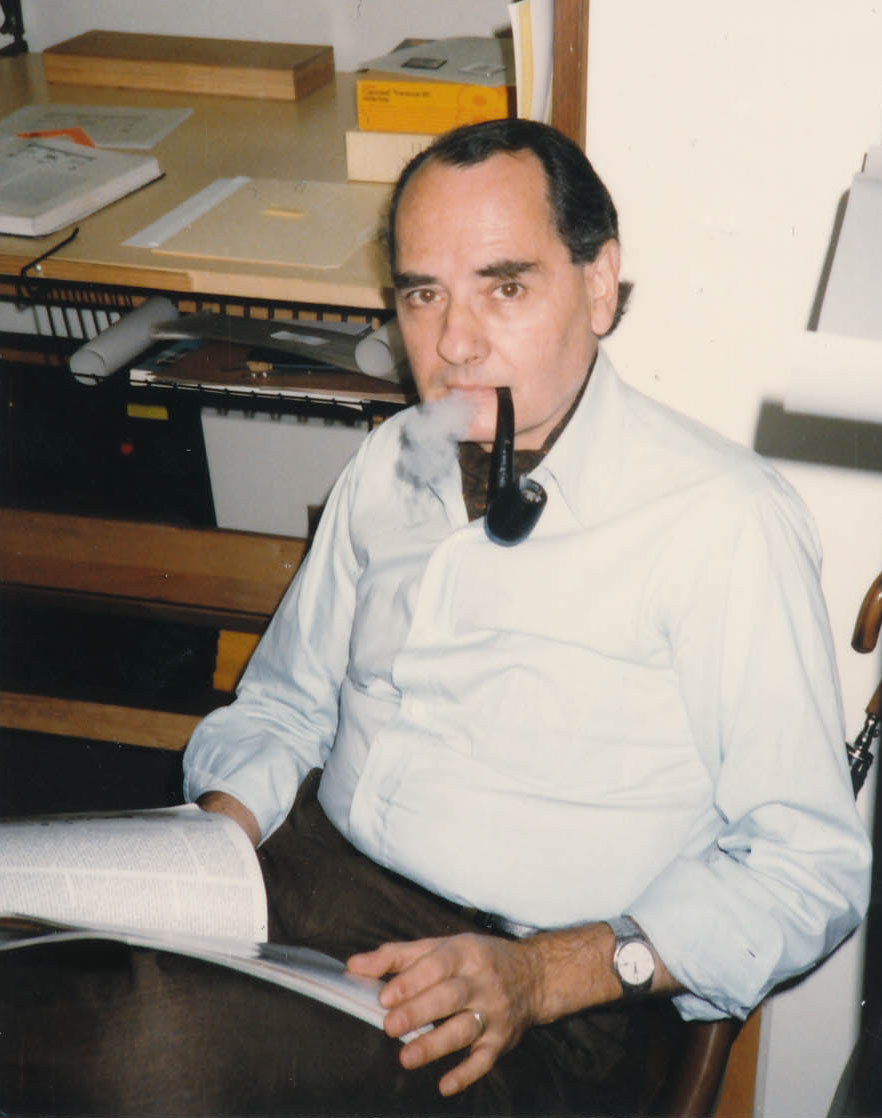
Oscar White Muscarella, 1986

Oscar White Muscarella (* 26. März 1931 in Manhattan, New York City, New York; † 27. November 2022 in Philadelphia, Pennsylvania) war ein US-amerikanischer Vorderasiatischer Archäologe und Kurator am Metropolitan Museum of Art. Sein Fachgebiet war die Kunst und Archäologie des antiken Nahen Ostens, worin er als „einer der weltweit besten Kenner“ galt. International bekannt wurde er als ein Kritiker des Handels mit antiken Kunstgegenständen. Muscarella war ein unermüdlicher Gegner von Raubgrabungen und als das „Gewissen der Branche“ anerkannt.

## Biographie
Oscar White Muscarella musste in seiner Kindheit bis zum Alter von zehn Jahren in Waisenheimen leben. Dann wurde er von Sam Muscarella adoptiert, dem zweiten Ehemann seiner Mutter. Seinen Angaben zufolge lernte er in dieser Zeit, niemals aufzugeben und für seine Überzeugungen einzutreten. 1949 schloss er die Stuyvesant High School in New York City ab und studierte anschließend als undergraduate am City College of New York (CCNY). Zum Studium der Klassischen Archäologie ging er an die damals beste US-amerikanische Universität, die University of Pennsylvania, die in dem Fach auch zu den drei besten Universitäten weltweit zählte. Nach seinem Master-Abschluss gewann er ein Fulbright-Stipendium an der American School of Classical Studies at Athens. Zurückgekehrt in die Vereinigten Staaten nahm er an Ausgrabungen im Mesa-Verde-Nationalpark in Colorado und am Swan Creek in South Dakota teil. In den späten 1950er Jahren schlossen sich daran Ausgrabungen in der früheren phrygischen Hauptstadt Gordion nahe bei Ankara an. Danach leitete bzw. beteiligte er sich an Ausgrabungen in der Türkei bei Alışar Höyük, Ayanıs und Çadır Höyük; im Iran nahm er an Grabungskampagnen in Hasanlu, Agrab Tepe, Sé Girdan und anderswo teil.
1965 wurde Muscarella an der University of Pennsylvania mit einer Studie über phrygische Fibeln promoviert. Seit 1965 war er im Metropolitan Museum of Art in New York tätig, zuletzt als „Senior Research Fellow“. Muscarella beschränkte sein Engagement und Interesse nicht nur auf Fachfragen, sondern setzte sich auch für eine gleiche Bezahlung der weiblichen Angestellten im Museum ein, die für dieselbe Arbeit weniger Gehalt erhielten. Gemeinsam mit jungen Kollegen gründete er das «Curators Forum» (Kuratorenforum), eine gewerkschaftsähnliche Interessenvertretung, das von der Museumsverwaltung als eine ernste Herausforderung betrachtet wurde. Am schwersten wogen jedoch seine wiederholten Memoranden, die er 1970, 1971 und 1972 der Museumsverwaltung schrieb, um diese zur Änderung ihrer Ankaufspraxis von Antiquitäten zu bewegen – das Museum erwerbe geplünderte und geschmuggelte Objekte.
Daraufhin erhielt er von Direktor des Museum Thomas Hoving im Juli 1972 eine Kündigung, als Begründung wurde ihm soziale Inkompetenz gegenüber Kollegen vorgeworfen. Muscarella klagte erfolgreich auf Wiedereinstellung. Im August 1973 wurde er erneut mit einer ähnlichen Begründung gekündigt. Da jedoch die «American National Labor Relations» seinen und andere Kündigungsfälle wegen gewerkschaftlicher Aktivitäten untersuchten, konnte er aufgrund dieser rechtlichen Unterstützung im Museum bleiben. Seine dritte Kündigung bekam Muscarella im Oktober 1974, diesmal umfassten die Vorwürfe dreieinhalb Seiten. Sein Anwalt verzichtete diesmal auf sein Honorar. Ein von beiden Parteien akzeptierter Schiedsanwalt wurde mit der Untersuchung des Falles beauftragt. Nach zwölf Tagen Anhörung und vier Monaten Arbeit verfasste er ein Gutachten von über 1.300 Seiten, das Muscarella in allen Punkten entlastete. Er konnte jedoch erst im Mai 1977 wieder im Museum arbeiten und hat seitdem keine Gehaltserhöhung mehr erhalten. Hovings Nachfolger Philippe de Montebello hatte überdies ihm und dem Personal untersagt, Interviews ohne Genehmigung zu geben, er hielt sich jedoch nicht an dessen Anordnung.

## Kampf gegen den Antikenhandel
Die größte Gefahr für die Archäologie ging für ihn vom Ankauf antiker Kulturgüter durch reiche Sammler und Museen aus. Der Wunsch, antike Kunstschätze zu erwerben, schaffe erst einen finanziellen Anreiz. Große Teile der Kulturgeschichte sind deswegen weltweit zerstört worden. Da die meist armen Raubgräber sich nur für wenige, gut erhaltene Objekte interessieren, werde dabei der archäologisch bedeutende Fundzusammenhang unwiederbringlich zerstört.
Im Besonderen warf er der New York Times Parteilichkeit bei denjenigen antiken Kunstgegenständen des Metropolitan Museums vor, die als Resultate illegaler Grabungen gelten. Ein bekanntes Beispiel ist eine Vase des Euphronios’, der sogenannte Euphronios-Krater, um den der italienische Staat mehrere Jahre lang prozessiert hatte. Sie wurde 1972 auf besonderen Wunsch des damaligen NYT-Herausgebers Arthur Ochs Sulzberger erworben. Sulzberger war mehrere Jahrzehnte lang Mitglied des Board of Trustees (Verwaltungsrat) vom Metropolitan Museum und war dort für das acquisition committee zuständig. Muscarella kritisierte damals als einziger Angestellter des «Met» den Ankauf und wurde dafür gekündigt. Unterstützung erhielt das Metropolitan Museum bei seiner Ankaufspolitik dagegen von Board of Trustees-Mitgliedern wie etwa Finanzminister a. D. C. Douglas Dillon, Außenminister a. D. Henry Kissinger sowie von den beiden New Yorker Bürgermeistern John Lindsay  und Michael Bloomberg.
Schließlich hielt Muscarella den Museen vor, eine Kultur der Fälschung („forgery culture“) entwickelt zu haben. Hand in Hand arbeiteten Professoren, Kuratoren, Wissenschaftler, Museumsangestellte und -Leiter, Händler, Schmuggler, Auktionatoren, Sammler und Fälscher zusammen, wodurch manchmal wissentlich gefälschte Objekte ausgestellt würden und jene Schenkungen überdies als Steuerabschreibung geltend gemacht werden können. Er behauptete in seiner Monographie The Lie Became Great. The forgery of ancient near eastern cultures, dass
- 40 Prozent aller vom «Oxford Thermoluminescence Laboratory» überprüften Objekte sich als gefälscht erwiesen,
- die Hälfte aller antiken Kunstgegenstände, die bei Sotheby’s versteigert werden, gefälscht seien,
- alljährlich etwa 25.000 Fälschungen von antiker Kunst auf den Markt kommen.[7]

Der Haupttitel der Monographie ist ein Zitat aus der Behistun-Inschrift von Dareios I. und lautet erweitert: „(…) und die Lüge wurde groß im Lande, sowohl in Persien, als auch in Medien und in den übrigen Ländern“.

## Zitate
„Für die Archäologie ist Muscarellas Outlaw-Status indes ein Glücksfall. Er kann aussprechen, was postenhungrige oder skrupellosere Kollegen nicht sagen wollen: Die meisten antiken Objekte, die heute von westlichen Museen angekauft, als Leihgaben oder Schenkungen ausgestellt werden, stammen weder aus alten Sammlungen, noch wurden sie von Archäologen ausgegraben. Es handelt sich um Raubgut, das von Einheimischen oder von organisierten Banden ausgebuddelt wurde.“

„Es handelt sich um eine Verflechtung von Geld und Macht. Etwa 200 Leute weltweit, die größten Sammler und die wichtigsten Kuratoren, betreiben die Zerstörung der Frühgeschichte der Menschheit. Und ein Großteil dieser Zerstörung wird vom Steuerzahler finanziert.“

„Their [Italy's] whole culture, their whole history is being destroyed by the Houghtons, Sulzbergers, Le Comte Philippe [de Montebello], the Shelby Whites and the whole board of trustees of the Met, including the mayor of New York City.“

„Gerade die Universitätsmuseen in Harvard, Princeton, Missouri, Indiana sind maßgebliche Räuber und Zerstörer der Weltgeschichte. […] Da gibt es keinen Unterschied zwischen Sammlern und Museen: Beide begehen dasselbe kulturelle Verbrechen. In meinem Buch «The Lie Became Great» diskutiere ich Sammler als Perverse, die kaufen, um ihre absolute, unbegrenzte Macht und ihren Reichtum Freunden bei einem Cocktail in ihren Wohnzimmern zu zeigen. Ich vergleiche ihre Aktivitäten mit einer Vergewaltigung, der Vergewaltigung von Mutter Erde.“

## Schriften (Auswahl)
- Phrygian fibulae from Gordion (= Colt Archaeological Institute. Monograph Series. Bd. 4, ZDB-ID 845784-0). Quaritch, London 1967 (Philadelphia PA, University of Pennsylvania, Dissertation, 1965).
- The tumuli at Sé Girdan. Second report. In: Metropolitan Museum Journal. Bd. 4, 1971, ISSN 0077-8958, S. 5–28.
- als Herausgeber: Ancient art. The Norbert Schimmel collection. Philipp von Zabern, Mainz 1974.
- The Archaeological Evidence for Relations between Greece and Iran in the First Millennium B.C. In: The Journal of the Ancient Near Eastern Society of Columbia University. 9, 1977, ISSN 0010-2016, S. 31–57, Digitalisat (PDF; 3,23 MB).
- Unexcavated Objects and Ancient Near Eastern Art. In: Louis D. Levine, T. Cuyler Young Jr. (Hrsg.): Mountains and Lowlands. Essays in the Archaeology of Greater Mesopotamia (= Bibliotheca Mesopotamica. Bd. 7). Undena Publications, Malibu CA 1977, ISBN 0-89003-052-9, S. 153–207 mit Tafel XI–XIV.
- „Ziwiye“ and Ziwiye. The Forgery of a Provenience. In: Journal of Field Archaeology. Bd. 4, Nr. 2, 1977, ISSN 0093-4690, S. 197–219.
- Rezension zu: Peter Calmeyer: Reliefbronzen in babylonischem Stil. Eine westiranische Werkstatt des 10. Jahrhunderts v. Chr. (= Abhandlungen der Bayerischen Akademie der Wissenschaften, Philosophisch-Historische Klasse. Neue Folge, Heft 73). Verlag der Bayerischen Akademie der Wissenschaften, München 1973, ISBN 3-7696-0068-1, in: Journal of the American Oriental Society. Band 97, 1977, S. 76–80.
- Urartian bells and Samos. In: The Journal of the Ancient Near Eastern Society of Columbia University. Bd. 10, 1978, S. 61–72, Digitalisat (PDF; 1,28 MB).
- Unexcavated objects and ancient near eastern art. Addenda (= Monographic Journals of the Near East. Occasional Papers. Bd. 1, 1). Undena Publications, Malibu CA 1979, ISBN 0-89003-043-X.
- The Catalogue of Ivories from Hasanlu, Iran (= Hasanlu Special Studies. Bd. 2 = University of Pennsylvania. University Museum. University Museum Monograph. Bd. 40). University of Pennsylvania – University Museum, Philadelphia PA 1980, ISBN 0-934718-33-4.
- als Herausgeber: Ladders to Heaven. Art treasures from lands of the Bible. A catalogue of some of the objects in the collection presented by Dr. Elie Borowski to the Lands of the Bible Archaeology Foundation and displayed in the exhibition „Ladders to Heaven: Our Judeo-Christian heritage 500 BC – AD 500“, held at the Royal Ontario Museum, June 23 – Oct. 28, 1979. McClelland and Stewart, Toronto 1981, ISBN 0-7710-6662-7.
- Surkh Dum at The Metropolitan Museum of Art. A Mini-Report. In: Journal of Field Archaeology. Bd. 8, Nr. 3, 1981, S. 327–359.
- Bronze and iron. Ancient Near Eastern artifacts in The Metropolitan Museum of Art. The Metropolitan Museum of Art, New York NY 1988, ISBN 0-87099-525-1.
- als Herausgeber: Phrygian Art and Archaeology (= Source. Notes in the History of Art. Bd. 7, Nr. 3/4 = Special Issue, ISSN 0737-4453). NY Ars Brevis Foundation, New York NY 1988.
- The Background to the Luristan Bronzes. In: John Curtis (Hrsg.): Bronzeworking Centres of Western Asia. 1000–539 B.C. Kegan Paul, London u. a. 1988, ISBN 0-7103-0274-6, S. 177–192.
- The lie became great. The forgery of ancient near eastern cultures (= Studies in the Art and Archaeology of Antiquity. Bd. 1). Groningen, Styx 2000, ISBN 90-5693-041-9.
- Bronzes of Luristan. In: Encyclopedia Iranica. 2004, S. 478–483.
- Jiroft and „Jiroft-Aratta“: A Review Article of Yousef Madjidzadeh, Jiroft: The Earliest Oriental Civilization. In: Bulletin of the Asia Institute. Bd. 15, 2005, ISSN 0890-4464, S. 173–198, online (PDF; 480 kB).

## Interviews zum Kunsthandel
- Suzan Mazur: Antiquities Whistleblower Oscar White Muscarella. The Whistleblower & The Politics Of The Met's Euphronios Purchase: A Talk With Oscar White Muscarella. In: Scoop, 25. Dezember 2005.
- Stefan Koldehoff: Museen vernichten die Geschichte unserer Erde. In: Welt am Sonntag, 29. Januar 2006.